# Мистер Робертс (пьеса)
«Ми́стер Ро́бертс» (англ. Mister Roberts) — американская комедийная пьеса 1948 года по одноимённому роману Томаса Хеггена 1946 года. Мировая премьера состоялась 18 февраля 1948 года на сцене бродвейского театра «Элвин».

## Обзор
Роман «Мистер Робертс» задумывался как сборник коротких рассказов об опыте службы Хеггена на корабле USS Virgo (AKA-20) в южной части Тихого океана во время Второй мировой войны. Бродвейский продюсер Леланд Хейворд приобрёл права и нанял Хеггена и Логана для его театральной адаптации.
Премьера пьесы состоялась в бродвейском театре «Элвин» 18 февраля 1948 года. Постановка выдержала 1157 спектаклей и закрылась 6 января 1951 года

## Постановки
| Город (страна) | Компания                           | Театральная площадка | Дата открытия | Дата закрытия | Кол-во спектаклей |
| -------------- | ---------------------------------- | -------------------- | ------------- | ------------- | ----------------- |
| Нью-Йорк (США) | Alex A. Aarons and Vinton Freedley | «Элвин» (Бродвей)    | 18.02.1948    | 06.01.1951    | 1157              |

## Награды и номинации
| Год  | Премия                | Категория                   | Номинант(ы)                             | Результат |
| ---- | --------------------- | --------------------------- | --------------------------------------- | --------- |
| 1948 | «Тони»                | Лучшая пьеса                | Томас Хегген и Джошуа Логан             | Победа    |
| 1948 | «Тони»                | Лучшая мужская роль в пьесе | Генри Фонда за роль лейтенанта Робертса | Победа    |
| 1948 | «Тони»                | Лучшая режиссура            | Джошуа Логан                            | Победа    |
| 1948 | «Тони»                | Лучший автор пьесы          | Томас Хегген и Джошуа Лога              | Победа    |
| 1948 | «Тони»                | Лучший продюсер пьесы       | Леланд Хейворд                          | Победа    |
| 1948 | «Theatre World Award» | Лучшая мужская роль в пьесе | Ральф Микер за роль Мэнниона            | Победа    |

## Интересные факты
- Актёр Генри Фонда сыграл роль лейтенанта Робертса не только в пьесе, но и в экранизации романа.